# Parafia św. Brata Alberta w Zamościu
Parafia Świętego Brata Alberta w Zamościu – parafia należąca do dekanatu Zamość diecezji zamojsko-lubaczowskiej. 

## Historia
Parafia została erygowana 22 grudnia 1994 roku przez biskupa Jana Śrutwę, z wydzielonego terytorium parafii św. Michała Archanioła w Zamościu i parafii św. Bartłomieja Apostoła w Sitańcu. W 1995 roku został poświęcony plac pod budowę kościoła, a 25 grudnia 1996 roku poświęcono tymczasową kaplicę. W latach 2001–2018 zbudowano nowy kościół. 24 grudnia 2012 roku odbyła się pierwsza msza święta pod przewodnictwem bp. Mariana Rojka. W 2018 roku odbyło się poświęcenie kościoła.
Proboszczowie
1994–2016. ks. kan. Jan Borowski.
2016–2017. ks. Miłosław Żur.
2017– nadal ks. Marek Mazurek.